# Lackschadenfreie Ausbeultechnik

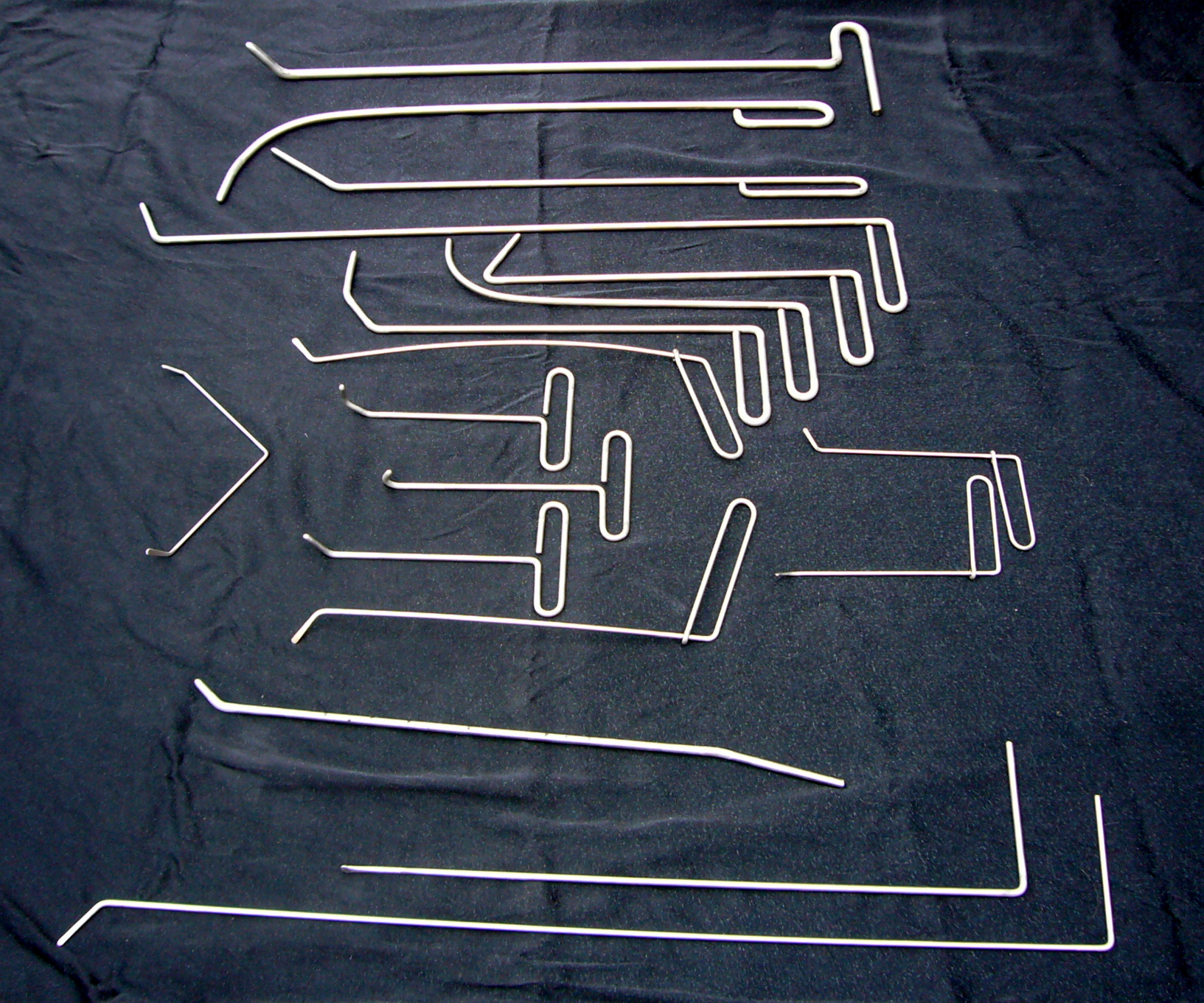
Ausbeulhebel

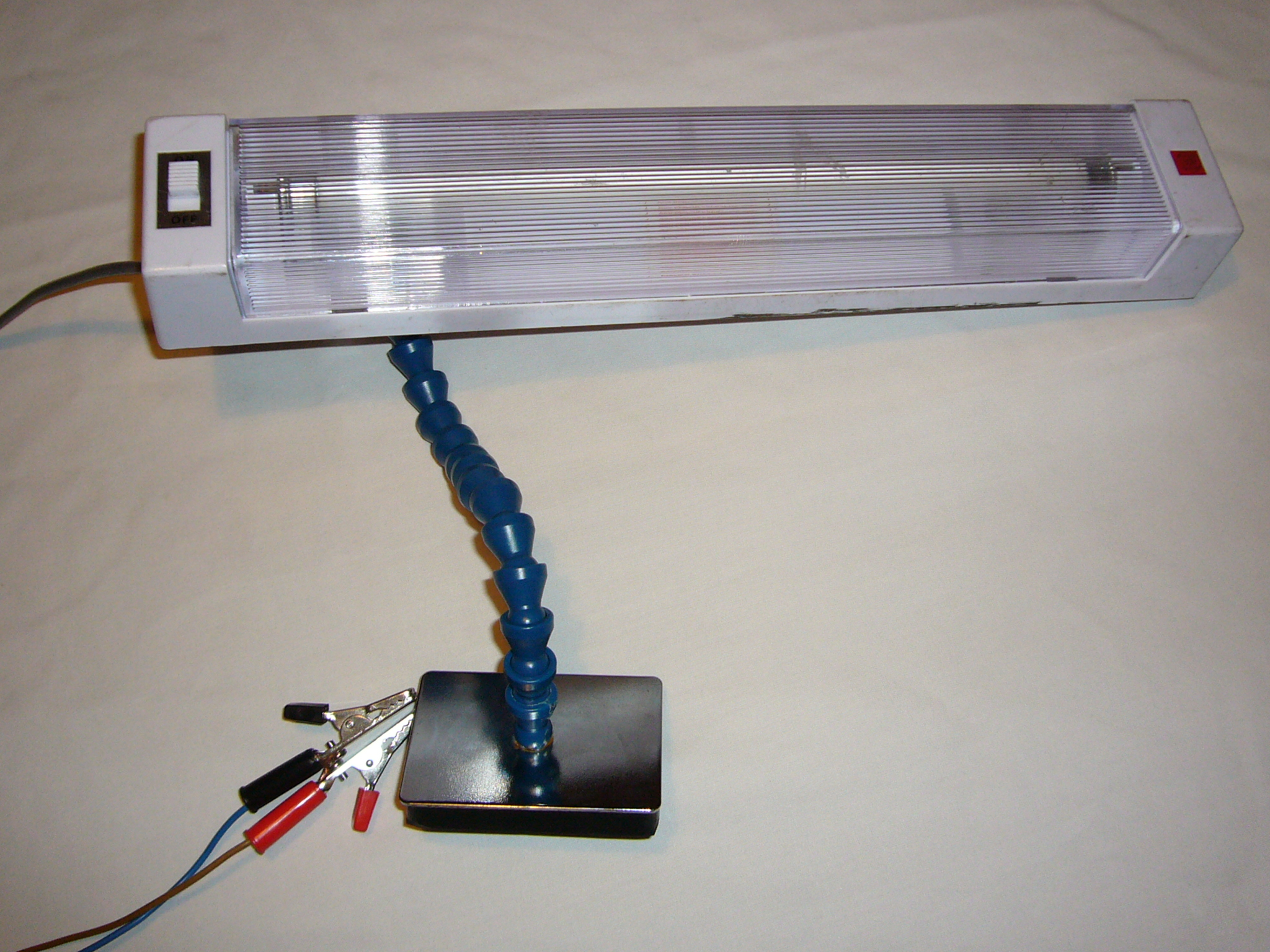
Fixierlampe zum Dellendrücken

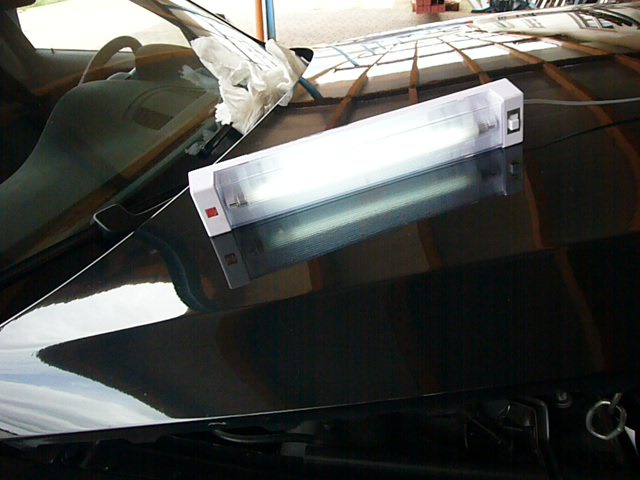
Fixierlampe auf einer Motorhaube

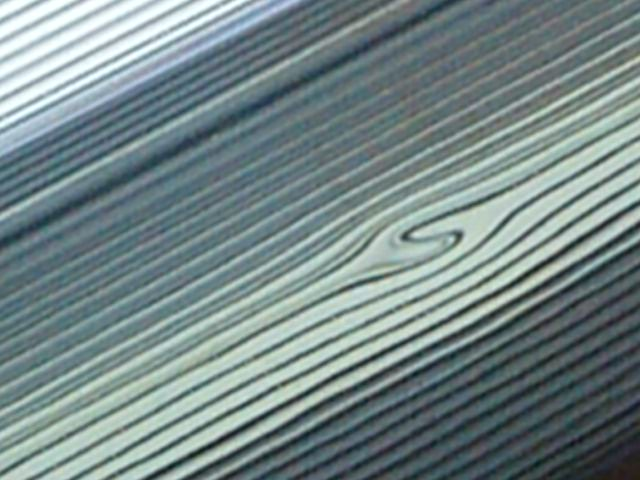
Fixierlampe spiegelt sich im Lack (Ausschnitt vor der Lampe)

Die Lackschadenfreie Ausbeultechnik ist eine Technik zur Reparatur von meist kleinen bis mittleren Dellen in Fahrzeugen, die zum Beispiel durch Hagel- oder Parkschäden entstanden sind. Sie wird von Fachleuten, die umgangssprachlich als Beulen- oder Dellendoktor beziehungsweise -drücker bezeichnet werden, mittels spezieller Werkzeuge durchgeführt. Das betreffende Karosserieteil muss nach dem Ausbeulen nicht lackiert werden, wodurch die Kosten niedriger sind. Die punktuelle Ausbesserung von Lackschäden heißt Spot-Repair.
Ausbeulfachbetriebe sind meist Partnerbetriebe von Kfz-Versicherungen, die die lackschadenfreie Ausbeultechnik als Kalkulationsgrundlage bei der Hagelschadeninstandsetzung verwenden. Nach einem Urteil des Oberlandesgerichtes Karlsruhe sind Werkstätten angehalten, zur Beseitigung von Schäden diese Methode anzuwenden.

## Hebeltechnik
Die sogenannte Hebeltechnik gibt es seit etwa 1970 in den großen Automobilwerken, wo kleine Dellen, die während der Produktion entstanden sind, ohne Nachlackierung beseitigt wurden. Später wurde diese Technik auch in das Kfz-Reparaturgewerbe eingebracht. 

## Dellendrücken
Bei der Technik des Dellendrückens werden mit Hilfe von speziell gebogenen Stahlstangen die Dellen von der Rückseite des Bleches punktuell herausgedrückt. Um bei der Arbeit den genauen Punkt auf der gegenüberliegenden Seite der Delle zu finden, werden besondere Lampen, Schilde oder Tafeln verwendet. Diese Hilfsmittel projizieren mit Hilfe der Spiegelung parallele Linien auf den Lack des Fahrzeuges. Wird die Spiegelung der parallel laufenden Linien über die Delle gelegt, so lassen sich Verzerrungen erkennen. Durch leichtes und gezieltes Drücken an der Rückseite der Delle wird diese zurückgedrückt, bis die Linien wieder parallel laufen.

## Klebetechnik
In den letzten Jahren wird verstärkt eine Klebetechnik angewendet, die zwar etwas aufwändiger ist, jedoch auch das Bearbeiten von für die Hebeltechnik unzugänglichen Bauteilen am Fahrzeug wie Dachrahmen ermöglicht. Dabei wird ein Adapter mit einem speziellen Heißkleber auf die lackierte Fläche aufgebracht und mittels eines Zughammers oder einer Zange gezogen. Dadurch verformt sich das zu bearbeitende Blech zurück.